# Jhenaidah Sadar
Jhinaidah est une upazila du Bangladesh dans le district de Jhenaidah. En 2011, on y dénombrait 455 932 habitants.